# Piędzik przedzimek
Piędzik przedzimek (Operophtera brumata) – owad z rzędu motyli, z rodziny miernikowcowatych (Geometridae).

## Morfologia
Rozpiętość skrzydeł wynosi od 2,5 do 3 cm. Są koloru szarobrązowego. Występuje dymorfizm płciowy. Samce mają skrzydła szarobrunatne do żółtobrunatnego z delikatnymi ciemnymi liniami. Samice mają silnie zredukowane skrzydła, do postaci szczątkowych kikutów. Posiadają gruby odwłok wypełniony jajami.  

## Tryb życia
Dorosłe osobniki występują od października do połowy grudnia. W przeciwieństwie do większości motyli, zaczynają latać wraz z nadejściem chłodów. Samice pozostają w pobliżu otoczki poczwarkowej, po zapłodnieniu wkrótce giną. Zimują jaja na korze drzew. Gąsienice wykluwają się w maju i czerwcu.

## Stadia rozwojowe
Gąsienice są zielone z ciemnym paskiem. Żerują m.in. na jabłoni, gruszy i wrzosie.

## Środowisko
Występują głównie w lasach, ale obserwuje się je także w otwartym terenie. Zamieszkują również zakrzewione brzegi strumieni oraz łąki nadrzeczne. Ponadto obecny w ogrodach, sadach i parkach.

## Występowanie
Szeroko rozpowszechniony. Występuje w Europie aż do strefy polarnej, na Bliskim Wschodzie i w Ameryce Północnej. W Stanach Zjednoczonych i Kanadzie uważany za gatunek inwazyjny.